# 山形県立新庄北高等学校最上校
山形県立新庄北高等学校最上校（やまがたけんりつ しんじょうきたこうとうがっこうもがみこう、Yamagata Prefectural Shinjo Kita High School Mogami Branch School）は、山形県最上郡最上町にある県立高等学校である。

## 概要
- 設置学科　全日制課程　
  - 普通科

## 沿革
- 1948年 - 山形県最上農林高等学校向町分校として開校
- 1949年 - 学校統合に伴い山形県立新荘第一高等学校向町分校に改称
- 1950年 - 山形県立新庄高等学校向町分校に改称
- 1952年 - 山形県立新庄北高等学校向町分校に改称
- 1966年 - 学校分離に伴い山形県立新庄農業高等学校向町分校に改称
- 1979年 - 本校の所属替えに伴い山形県立新庄北高等学校向町分校に改称
- 1997年 - 山形県立新庄北高等学校最上校に改称
- 2014年 - 本校とのキャンパス制を導入

## アクセス
- JR陸羽東線最上駅より徒歩20分

## 卒業生
- 海和俊宏（アルペンスキーオリンピック日本代表）
- 曽根田千鶴（クロスカントリースキーオリンピック日本代表）

## 閉校に関して
山形県公立高等学校再編計画によって、最上校は当初、2009年度～2011年度の間に募集停止される予定であったが、2014年現在も存続している。さらに2014年より本校とのキャンパス制を導入している。